# Chaetonotus apechochaetus
Chaetonotus apechochaetus är en djurart som tillhör fylumet bukhårsdjur, och som beskrevs av Hummon, Balsamo och Todaro 1992. Chaetonotus apechochaetus ingår i släktet Chaetonotus och familjen Chaetonotidae. Inga underarter finns listade i Catalogue of Life.